# Famille d'Épinay
Pour les articles homonymes, voir Famille d'Espinay (Bretagne), Famille d'Espinay Saint-Luc et Épinay.
La famille d’Épinay (aussi connue sous le nom Caïez d'Épinay),, est une famille d'ancienne bourgeoisie parisienne fixée au XVIIe siècle en Inde française puis à l'île Maurice, qui revendique une origine commune avec la famille bretonne des marquis d'Espinay, éteinte au XVIIIe siècle

## Histoire
La filiation prouvée de cette famille remonte à un nommé Jean d'Épinay qui alla chercher fortune à Madagascar lors de l'expédition organisée par Colbert en 1664 pour la colonisation de cette île. Il fut procureur général du Conseil des Indes orientales à Madagascar et fut nommé, le 16 février 1675, ambassadeur de France près le Grand-Mogol, à Surate. Il serait le même personnage qu'un Jean d'Espinay qui fut nommé, le 25 mai 1637, conseiller auditeur en la Chambre des comptes de Paris et qui était encore en exercice en 1642. On ignore le nom de sa femme.
Gustave Chaix d'Est-Ange écrit à propos de cette famille : « Une famille d'Épinay, fixée aux colonies au cours du XVIIe siècle
revendique une origine commune avec la puissante maison d'Espinay, éteinte en 1764, et en porte les armoiries. Elle a été passée sous silence par tous les auteurs anciens qui ont eu à s'occuper de la maison d'Espinay et aussi par Potier de Courcy dans son Armorial de Bretagne. On trouvera sur elle des renseignements dans L'Annuaire de la noblesse de 1888, dans les Filiations bretonnes de M. de la Messelière, dans le Nobiliaire universel de M. de Magny, dans le Répertoire de biobibliographie bretonne de  Kerviler, dans une Notice généalogique sur la maison d'Epinay de Bretagne, publiée à Paris en 1895 par M. P. d'Epinay, etc. mais aucun de ces ouvrages n'indique comment elle se rattache à la souche. » .
Jean II d'Épinay, fils du précédent, fut baptisé à Paris, paroisse Saint-Eustache, en 1644. Il épousa à Surate Isabelle de Castro et fut le père de Jean III d'Épinay, qui épousa à Pondichéry N. Cayez, grand-père de Jacques d'Épinay, ou Cayez d'Épinay, seigneur de la Borde (1702-1763), bisaïeul de Jean de La Borde d'Épinay (1747-1811), qui épousa d'abord N. de La Croix, puis, en 1789, Marthe Blanc, et trisaïeul d'Adrien d'Épinay, ou Cayez d'Épinay, né à l'Isle de France en 1796, qui épousa en 1817 Marguerite Le Breton de La Vieuville et qui en eut une nombreuse postérité. Un de ses fils, également appelé Adrien, né en 1830, alla faire souche à l'île Bourbon où il avait épousé Eugénie de Heaulme.

## Personnalités
- Adrien d'Épinay (connu aussi sous le nom d' Adrien Caïez d'Épinay)[8], (1794-1839) avocat  et homme politique français de l'Île Maurice.
- Prosper d'Épinay (1836-1914) sculpteur français.
- Marie d'Épinay, peintre

## Alliances
Les principales alliances de la famille sont : de Castro, Cayez, de Lacroix, Blanc, le Breton de la Vieuville, de Nas de Tourris, Arnaud de Foiart, de Rune, Mallac, Déroulède, Junot-Desfontaines, de Heaulme (1859), Mottet de la Fontaine (1869), Huvie (1899), Lejéas (1900).